# Wojciech Jastrzębiec
Wojciech Jastrzębiec herbu własnego (ur. ok. 1362 w Łubnicach, zm. 2 września 1436 w Mnichowicach) – arcybiskup gnieźnieński i prymas Polski od 1423–1436, biskup krakowski 1412–1423 i poznański 1399–1412, kanclerz koronny w latach 1412-1423, kanclerz królowej w 1397 roku, starosta Konina w latach 1403-1409.

## Życiorys
Syn Dzierżsława i Krystyny, stryj Marcina z Rytwian.
Po ukończeniu Seminarium Duchownego w Krakowie w 1384 otrzymał święcenia kapłańskie. Będąc członkiem kapituły metropolitalnej (podobnie jak większość jej członków) nie uznał papieskiej nominacji Jana Kropidły na arcybiskupa gnieźnieńskiego, co spowodowało, że został wyklęty.  Ostatecznie jednak ekskomunikę zdjął z niego 16 sierpnia 1396 arcybiskup Dobrogost.
Pracował na dworze Władysława Jagiełły, kanclerz królowej Jadwigi. W 1399 w imieniu papieża Bonifacego IX trzymał do chrztu córkę Władysława Jagiełły i Jadwigi – Elżbietę.
W 1401 roku był sygnatariuszem unii wileńsko-radomskiej. W latach 1404 i 1408 był rozjemcą w sporach z Krzyżakami. Był świadkiem pokoju w Raciążku w 1404 roku. 
Około 1405 roku prowadził spór z mieszczanami położonego wtedy w Nowej Marchii miasta Landsberg (Gorzów Wielkopolski) o świętopietrze ze wsi Deszczno, Borkowo, Glinik, Karnin, Sommerlate i Ulim, w związku z czym biskup obłożył mieszkańców miasta ekskomuniką. W 1408 i 1409 roku wziął udział w spotkaniu ustalającym granicę państwową Królestwa Polskiego w okolicach Gorzowa.
Podpisał pokój toruński 1411 roku.
Uczestniczył także w akcie unii horodelskiej zawartej w dniu 2 października 1413 roku, którą podpisał. Do swojego herbu adoptował wówczas Jana Niemirę.
W 1416 roku postawił w Rytwianach zamek oraz kościółek modrzewiowy św. Wojciecha. W 1421 roku obsadził paulinów w klasztorze w Beszowej.
Był obecny przy wystawieniu przez Władysława II Jagiełłę przywileju czerwińskiego w 1422 roku. Był sygnatariuszem pokoju mełneńskiego 1422 roku. Był obecny przy wystawieniu przez Władysława II Jagiełłę przywileju jedlneńskiego w 1430 roku.
25 lipca 1434 roku koronował w katedrze wawelskiej Władysława III Warneńczyka na króla Polski. 31 grudnia 1435 roku podpisał akt pokoju w Brześciu Kujawskim.
Na dworze biskupim w Krakowie, posiadał licznych dworzan, m.in.: Jakuba Szydłowieckiego.
Autor traktatów teologiczno-prawnych.
W 1422 roku według Jana Długosza biskup założył małe miasto nieopodal Szydłowca nazwane od jego imienia Jastrząb.
Brał udział w zawarciu pokoju z Krzyżakami nad jeziorem Melno w 1422 roku i w Brześciu Kujawskim w 1435.
Został pochowany w kapitularzu części przykościelnej klasztoru w Beszowej.

## Kultura masowa
- W serialu telewizyjnym Korona królów. Jagiellonowie w postać arcybiskupa Wojciecha Jastrzębca wcielił się Arkadiusz Janiczek[15].